# SXGA
SXGA (англ. Super eXtended Graphics Array — суперрасширенная графическая матрица) — стандарт для видеодисплеев, обеспечивающий разрешение 1280 х 1024 точки при отношении ширины кадра к высоте 5:4. Первоначально предложен IBM как расширение видеографического стандарта XGA. Дополнительно были разработаны варианты с другими разрешениями и отношениями ширины к высоте: 
- SXGA 1280 x 1024, 5:4;
- SXGA- 1280 x 960, 4:3;
- SXGA+ 1400 x 1050, 4:3.

Кроме того, термин SXGA-разрешение может употребляться в отношении цифровых фотоаппаратов и видеокамер, имеющих соответствующий пиксельный формат фотоматрицы (примерно 1,3 мегапикселя).